# Толтокова, Мария Васильевна
Мария Васильевна Толтокова (1924 год, село Балыктуюль — 16 марта 1989 года, там же) — чабан колхоза «Путь коммунизма» Улаганского района Горно-Алтайской автономной области. Герой Социалистического Труда (1966).
Родилась в 1924 году в селе Балыктуюль. В раннем возрасте осиротела, воспитывалась у родственников. С десяти лет работала подпаском. С 1940 года — чабан колхоза «Путь коммунизма» (позднее — совхоз «Советский Алтай») Улаганского района. Вместе с сестрой занималась выращиванием коз. 
Ежегодно достигала высоких результатов, выращивая в среднем по 115—120 козлят от ста маток. Указом Президиума Верховного Совета СССР от 22 марта 1966 года «за достигнутые успехи в развитии животноводства, увеличении производства и заготовок мяса, молока, яиц, шерсти и другой продукции» удостоена звания Героя Социалистического Труда с вручением ордена Ленина и золотой медали «Серп и Молот».
Проработала в колхозе более 35 лет. Трудилась в колхозе чабаном до выхода на пенсию. За время своей работы вырастила около 30 тысяч козлят и сдала около 100 тонн козьего пуха.
Избиралась депутатом Горно-Алтайского областного и Улаганского районного советов народных депутатов.
Скончалась в 1989 году в родном селе.